# 威靈頓 (康乃狄克州)
威靈頓（英語：Willington）是一個位於美國康乃狄克州托蘭縣的城鎮。

## 地理
威靈頓的座標為41°53′07″N 72°15′41″W / 41.88528°N 72.26139°W，而該地的平均海拔高度為232米（即761英尺）。

## 人口
根據2010年美國人口普查的數據，威靈頓的面積為86.80平方千米，當中陸地面積為86.30平方千米，而水域面積為0.50平方千米。當地共有人口6041人，而人口密度為每平方千米69.6人。